# 陳集原
陈集原（?—?），唐朝官员，泷州开阳县（今广东省罗定县东南）人。
陈集原家族世代为岭南酋长。父亲陈龙树，担任钦州（今广西钦州市东北）刺史。陈集原幼有孝行，以孝悌闻名乡里。父亲陈龙树有病，他终日不食。唐高宗永徽年间，陈龙树去世后，呕血数升，在坟茔之侧作庐，把资财田宅及僮仆三十余人，全让给兄弟。武则天时，陈集原官至左豹韬卫将军。

## 延伸阅读
[在维基数据编辑]
 《舊唐書·卷188》，出自刘昫《舊唐書》
 《新唐書·卷195》，出自《新唐書》